# Thalassochaetus palpifolaceus
Thalassochaetus palpifolaceus är en ringmaskart som beskrevs av Ax 1954. Thalassochaetus palpifolaceus ingår i släktet Thalassochaetus och familjen Nerillidae. Inga underarter finns listade i Catalogue of Life.